# Intermission (eksperimentalfilm)
|  | Denne artikel er oprettet af botten Steenthbot ud fra en ekstern database. Den kan derfor have sproglige fejl eller mangler. Denne skabelon kan fjernes efter kontrol af indholdet. |

Intermission er en dansk eksperimentalfilm fra 2022 instrueret af Émile Sadria.

## Handling
Intermission er en kort eksperimentalfilm der udforsker og følger en mands ritual og
pause fra hans travle hverdag.

## Medvirkende
- Jakob Bloch Jespersen